# Austrochloris
Austrochloris és un gènere de plantes de la subfamília de les cloridòidies, família de les poàcies, ordre de les poals, subclasse de les commelínides, classe de les liliòpsides, divisió dels magnoliofitins.

## Taxonomia
A juny de 2024, el gènere només compta amb una espècie:
- Austrochloris dichanthioides (Everist) Lazarides[3]